# Călmățuiu de Sus
Călmățuiu de Sus is een Roemeense gemeente in het district Teleorman.
Călmățuiu de Sus telt 2401 inwoners.